# Metapone nicobarensis
Metapone nicobarensis is een mierensoort uit de onderfamilie van de Myrmicinae. De wetenschappelijke naam van de soort is voor het eerst geldig gepubliceerd in 1986 door Tiwari & Jonathan.